# 清水海上保安部
清水海上保安部（しみずかいじょうほあんぶ）とは、静岡県の駿河湾、遠州灘沿岸を担任水域とする、海上保安庁の海上保安部の一つである。
英語表記はShimizu Coast Guard Office。庁舎は静岡県静岡市清水区にある。

## 沿革
- 1874年（明治7年）5月1日：御前埼灯台業務開始
- 1897年（明治30年）5月1日：掛塚灯台業務開始
- 1912年（明治45年）3月1日：清水灯台業務開始
- 1948年（昭和23年）5月1日：海上保安庁発足。清水海上保安部設置（所属：名古屋海上保安本部）
- 1950年（昭和25年）6月1日：第三管区海上保安本部（横浜）に編入
- 1952年（昭和27年）2月28日：戸田灯台 初点灯
- 1953年（昭和28年）8月1日：清水・御前埼・掛塚各灯台を各航路標識事務所に変更
- 1957年（昭和32年）11月30日：大瀬崎灯台 初点灯
- 1964年（昭和39年）4月21日：舞阪灯台 初点灯
- 1966年（昭和41年）4月1日：御前崎海上保安署 設置
- 1967年（昭和42年）2月1日：掛塚航路標識事務所を廃止し舞阪航路標識事務所設置
- 1976年（昭和51年）2月27日：伊豆淡島灯台 初点灯
- 1982年（昭和57年）4月6日：田子の浦分室 設置
- 1988年（昭和63年）4月1日：舞阪航路標識事務所を廃止し清水航路標識事務所へ統合
- 1994年（平成4年）3月24日：清水海上保安部巡視艇「ふじかぜ」就役
- 2001年（平成11年）4月1日：清水及び御前埼航路標識事務所を統合し静岡航路標識事務所設置
- 2007年（平成17年）4月1日：静岡航路標識事務所を廃止し、清水海上保安部に航行援助センター設置
- 2009年（平成19年）4月1日：清水海上保安部航行援助センターを同保安部交通課へ改組
- 2010年（平成20年）4月30日：御前崎海上保安署巡視船「ふじ」就役
- 2011年（平成21年）11月30日：清水海上保安部巡視艇「みほかぜ」就役
- 2013年（平成23年）6月28日：清水海上保安部巡視船「おきつ」就役
- 2019年（平成31年）3月5日：清水海上保安部巡視艇「ふじかぜ」(CL-14)解役
- 2019年（平成31年）3月19日：清水海上保安部巡視艇「ふじかぜ」(CL-177)就役

## 所在地
- 清水海上保安部

静岡県静岡市清水区日出町9-1 清水港湾合同庁舎5階
- 田子の浦分室

静岡県富士市鈴川町1-2 田子の浦港湾合同庁舎2階
- 御前崎海上保安署

静岡県御前崎市港6170-2 御前崎港湾合同庁舎2階

## 組織
- 部長
  - 次長
  - 管理課
  - 警備救難課
  - 交通課
  - 巡視船「おきつ」
  - 巡視艇「ふじかぜ」
  - 巡視艇「みほかぜ」
  - 田子の浦分室
  - 御前崎署
    - 次長
    - 巡視船「ふじ」

## 巡視船艇
- おきつ PM36（350トン型）
- ふじ PM24（350トン型・御前崎海上保安署 所属）
- みほかぜ CL159（20メートル型）
- ふじかぜ CL177（20メートル型）